# 성산초등학교 (경남)
성산초등학교는 대한민국 경상남도 양산시에 있는 공립 초등학교이다.

## 학교 연혁
- 2008.07.16 성산초등학교 교명 확정
- 2009.03.01 성산초등학교 7학급. 128명 개교. 초대 배정원 교장부임
- 2009.10.30 경상남도 양산교육청교육장배 육상대회 목련부 우승
- 2010.03.25 학업성취도결과 학력우수학교 선정
- 2011.03.01 경상남도교육청 지정 U-class 선도학교 지정(2년)
- 2012.05.16 중국 절강성 포강실험소학교와 자매결연 체결
- 2013.12.06 경남교육 특색과제 운영 우수학교 선정
- 2014.02.01 독도사랑 우수 거점학교 선정
- 2014.09.19 경상남도 양산교육청교육장배 육상대회 종합 우승
- 2014.10.22 체육활성화 우수학교 선정
- 2015.02.17 제6회 졸업식(총 졸업생 수 남 315, 여 317 / 계 632명)
- 2015.03.01 제3대 윤상현 교장 부임
- 2015.03.01 37학급 1074명 편성(특수 1학급 포함), 유치원 3학급 76명

## 참고 자료
- 성산초등학교 - 한국교육학술정보원 학교알리미